# Пабло Посо
Пабло Антоніо Посо Кінтерос (27 березня 1973) — колишній чилійський футбольний арбітр. Арбітр ФІФА з 1999 по 2010 роки.

## Суддівська кар'єра
У 2008 році Посо судив Олімпійські ігри в Пекіні та Клубний чемпіонат світу з футболу в Японії.
У 2009 році судив матчі на Кубку конфедерацій в ПАР. та чемпіонат світу з футболу серед юнацьких команд (U-17) в Нігерії.
На чемпіонаті світу з футболу 2010 року в Південній Африці Посо став першим чилійцем, який судив чемпіонат світу, з того часу, як Маріо Санчес Янтен брав участь у чемпіонаті світу 1998 року у Франції. Спочатку він мав судити матч першого раунду між Алжиром і Словенією в Йоганнесбурзі в неділю, 13 червня, але за кілька днів до цього зазнав травми. ФІФА призначила на його місце Карлоса Батреса з Гватемали.
18 червня ФІФА призначила його арбітром матчу групи G між Португалією та КНДР на Кейптаунському стадіоні в понеділок, 21 червня. Через три дні він судив гру групи E між Камеруном і Нідерландами на тому ж стадіоні.
Його останньою грою як арбітра став матч між «Аудакс Італьяно» та «Уніон Еспаньйола» 19 грудня 2010 року.

## Особисте життя
І його батько, Хуан, і його молодший брат, Ніколас, були/є професійними арбітрами. Його старший брат, Маурісіо, колишній чилійський футболіст.